# Spanne (Längenmaß)

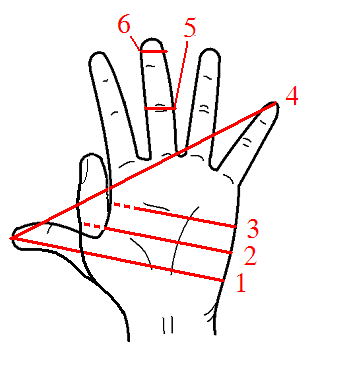
Von der Hand abgeleitete Längenmaße:
4 = (Große) Spanne
1 = Kleine Spanne
2, 3 = Handbreit
5, 6 = Fingerbreit
Weitere: Faust

Die Spanne oder Handspanne ist eine Längenmaßeinheit außerhalb des Internationalen Einheitensystems.
Sie ist ein altes Maß und wird gelegentlich als anschauliche Schätzgröße verwendet. Die Handspanne entspricht etwa 20 cm.

## Definition
Je nach Ort wurde die Spanne unterschiedlich definiert und normiert, und darüber hinaus ist die zugrunde liegende Handspanne ja bei jedem Menschen individuell verschieden. Es gibt unterschiedliche Abstände an der Hand zu messen, die als Spanne bezeichnet wurden und werden:
- Abstand zwischen Daumen- und Kleinfingerspitze an der aufgespannten Hand: große Spanne, wurde auch Dodrans genannt; engl. span oder great span bzw. full span.
Dem entspricht etwa: Abstand zwischen Armbeuge und Handwurzel.
- Abstand zwischen Daumen- und Mittelfingerspitze: kleine Spanne.(Quelle fehlt)
Dem entspricht etwa: Abstand zwischen Mittelfingerspitze und Handwurzel.
- Abstand zwischen Daumen- und Zeigefingerspitze: engl. little span oder short span.[1]
Dem entspricht etwa der Abstand zwischen Daumenspitze und Hypothenar (Handbreit plus Daumen abgespreizt): im Englischen shaftment.

## Maße und Vergleiche zu anderen Maßen
- halbe Elle
- 1 Dodrans = 9 Zoll[2]
- im Angloamerikanischen Maßsystem:
  - 1 Span = 3 Palms  = 9 Inches = 22,86 Zentimeter  (exakt. nach Definition 1 Inch = 25,4 mm, 1956)
  - 1 Shaftment = 6 Inches  = 15,24 Zentimeter (vor 1066 6½ ynches, siehe Alte Maße und Gewichte (England))
- Der Palmo (eigentlich von der Handbreit abgeleitet) war ein der Spanne entsprechendes Längenmaß in Italien und romanischen Ländern, konnte aber regional am Fuß zu messen sein.
- Das Väjäb in Persien ist der Spanne vergleichbar.

- im Altgriechischen das Orthodoron

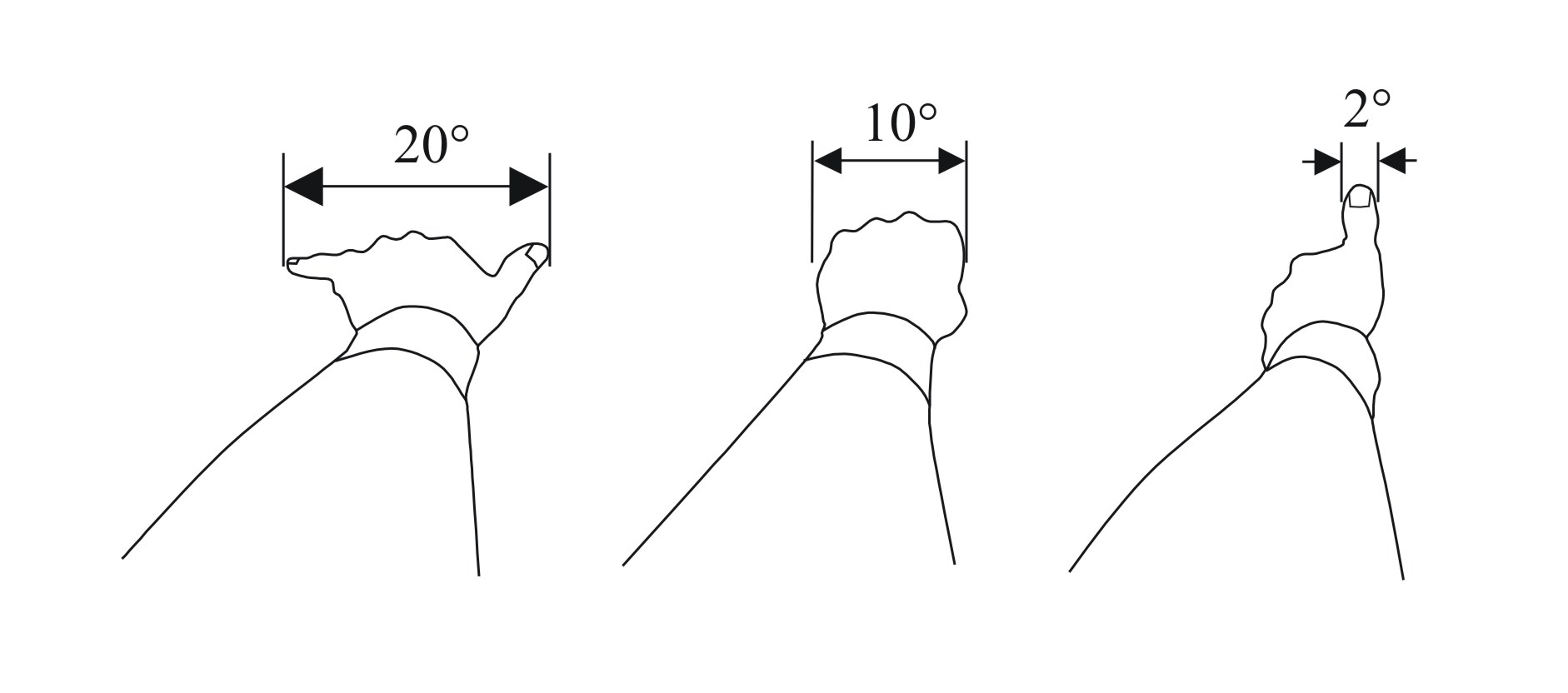
Schätzung von Winkeln über den gestreckten Arm: Spanne, Faust, Daumen

Die ägyptische königliche Elle als Grundmaß hatte 7 Palmen oder 28 Finger der kleinen Elle (6 Palmen = 24 Finger). Die kleine Spanne sollte immer ½ Elle betragen oder 3 Palmen, das 12 Finger entsprach. Die große Spanne wurde mit 14 Finger, etwa ¼ Elle oder 3 ½ Palmen gerechnet.

## Verwendungen
In der Astronomie werden ungefähre Abstände von Objekten am Sternhimmel mit Hilfe dieser Maßeinheit angegeben. Sie erlaubt eine grobe Winkelschätzung. Der Ausschnitt am Himmel, den eine Handspanne bei ausgestrecktem Arm abdecken kann, entspricht ungefähr 17° bis 20°.